# Rila

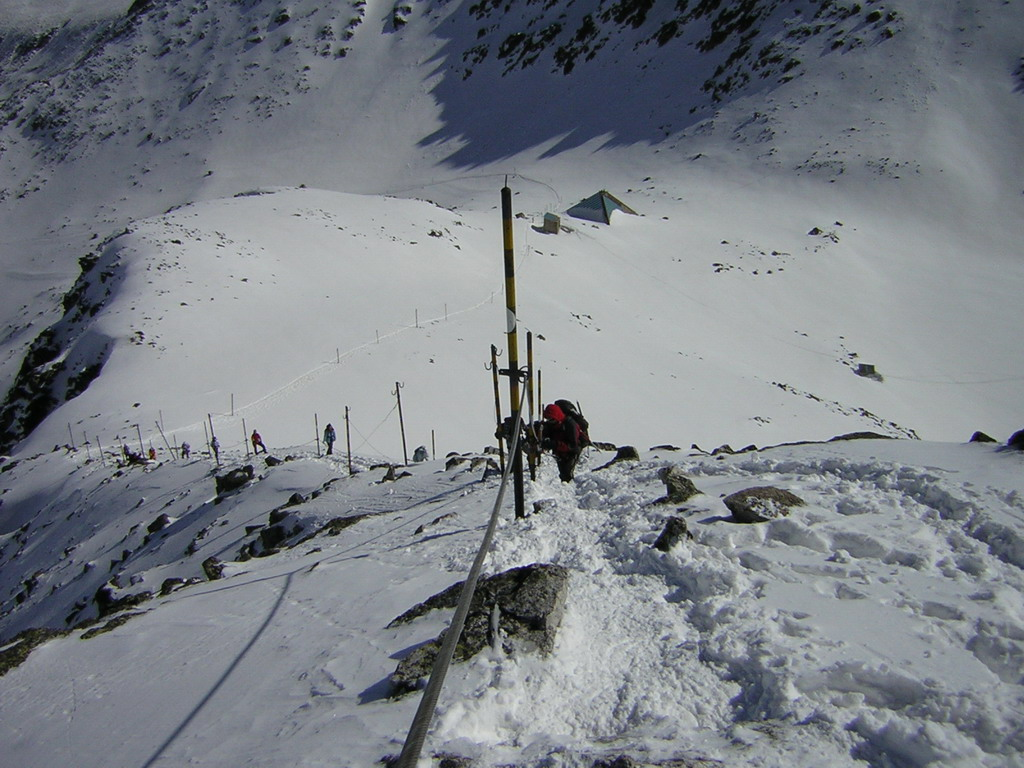
Horolezci poblíž Musaly

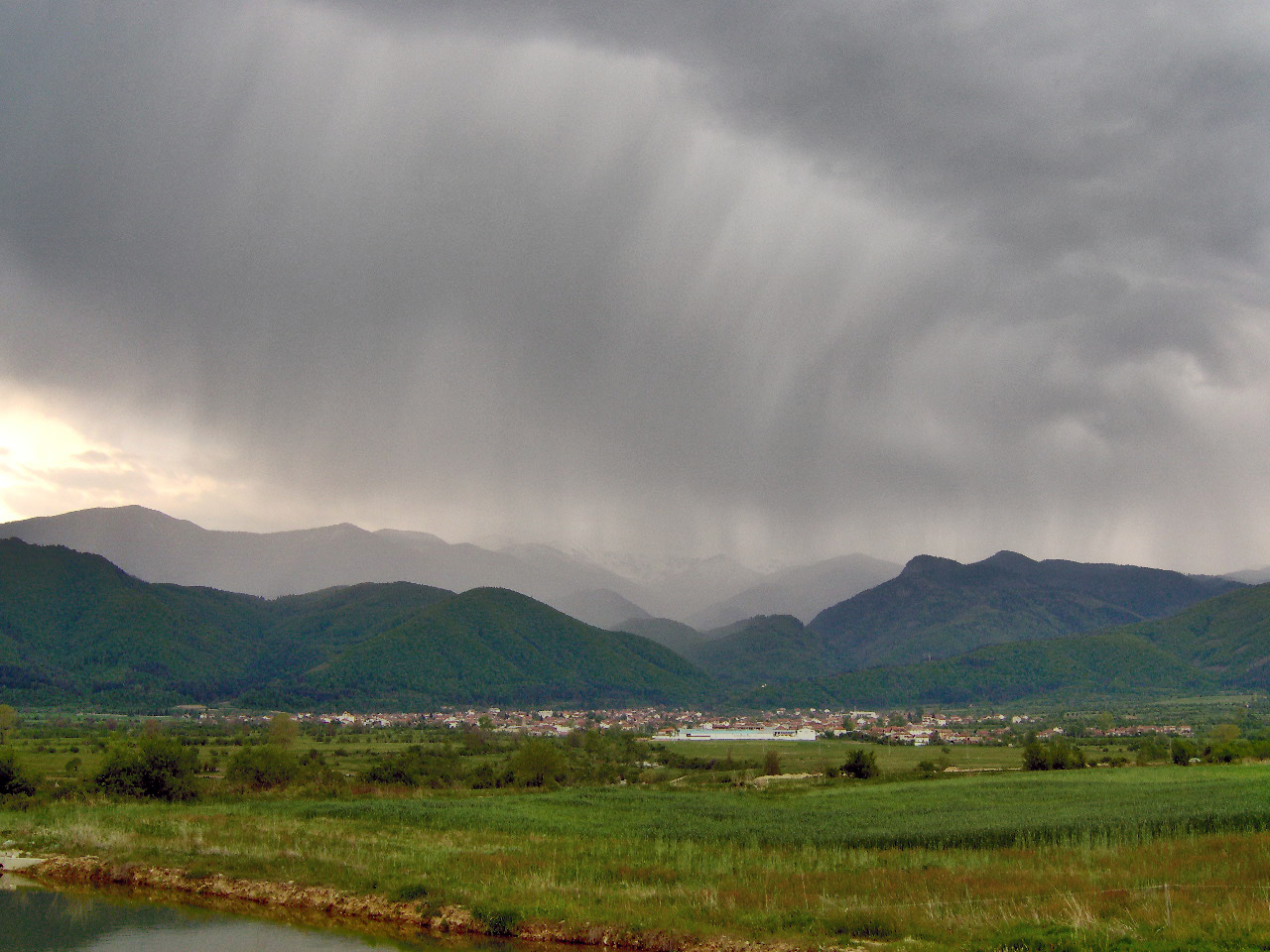
Déšť v Rile

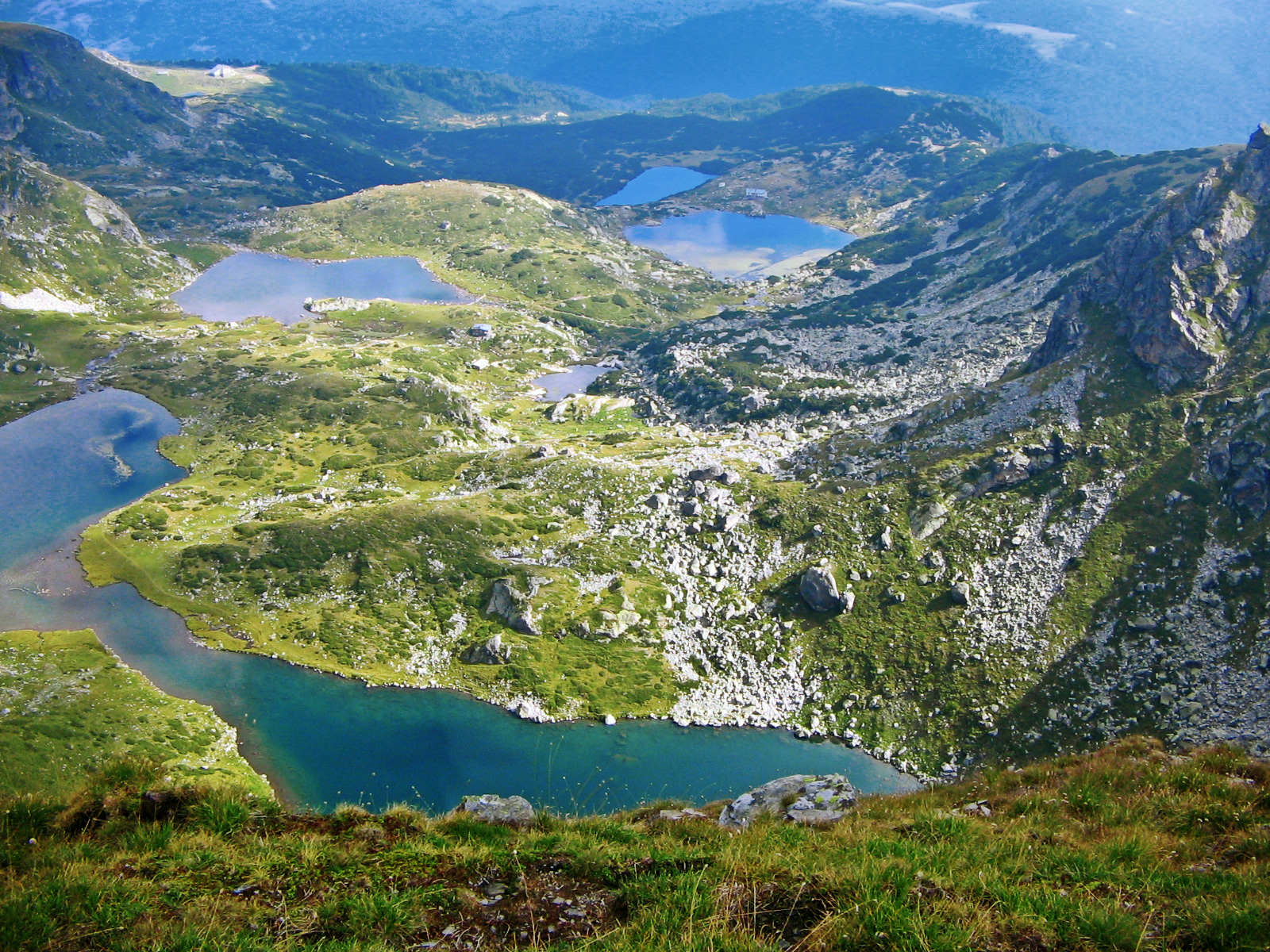
Sedm Rilských jezer

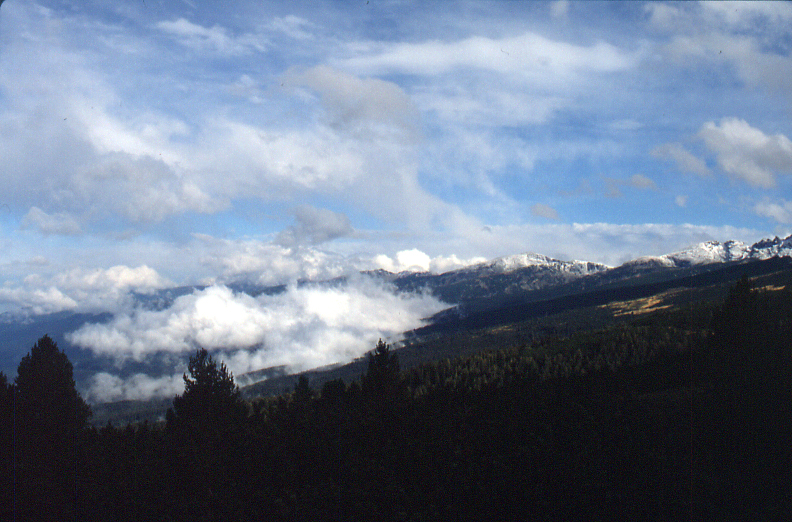
Pohled z hřebene Rily poblíž Sedmi jezer

Rila (bulharsky Рила) je pohoří v jihozápadní části Bulharska na rozhraní oblastí Kjustendil, Sofija a Blagoevgrad a je součástí Rilsko-rodopského masívu. Jeho nejvyšší vrchol Musala (2925 m) je zároveň nejvyšší horou této země i celého Balkánského poloostrova. Je šestým nejvyšším pohořím Evropy (kde každé pohoří je zastoupeno pouze nejvyšším vrcholem) po Kavkazu, Alpách, Sieře Nevadě, Pyrenejích a sopce Etna. Centrální část Rily o rozloze 810 km² je od roku 1992 chráněna jako Národní park Rila (Национален парк Рила).

## Názvosloví
Jméno Rila pochází z thráckého jazyka, kde znamená „hodně vodné pohoří“, podle ledovcových jezer (okolo 200) a minerálních pramenů v podhůří (Sapareva Baňa, Dolna Baňa, Kostenec, Baňa apod.).

## Geologie
Rila je součástí geologicky nejstaršího území Balkánu – Trácko-makedonského masívu. Je tvořeno žulovými a rulovými skalami s krystalickými břidlicemi, vzniklé během prvohor (před 250 mil. let). Alpínský reliéf se zformoval později, během poslední doby ledové (před 10–12 tisíci lety), kdy sněžná čára byla ve výšce 2100 m nad mořem. Nad touto linií ledovce drasticky změnily původní reliéf – vytvořily hluboké kary ostré vrcholy, skalní věže, různá údolí, morény a další typické ledovcové útvary.

## Geografie
Rila zaujímá plochu 2 629 km² a střední nadmořská výška je 1487 m. Borovecké sedlo (1305 m) spojuje hlavní hřeben Musaly s hřebeny, které navazují na pohoří Ichtimaská Sredna gora průsmykem Trajánova brána. Sedlo Jundola (1375 m) a Abrahámovo sedlo (1295 m) spojuje Rilu a Rodopy na východě, sedlo Predel (1140 m) ji odděluje od Pirinu, od Verily sedlo Klisura (1025 m).

### Dělení Rily
- Východní Rila (Източна Рила) nebo hřeben Musaly je nejvyšší a nejdivočejší částí pohoří. Nachází se zde 12 z 18 vrcholů nad 2 700 m – Musala, Jastrebec, Ireček, Deno, Mančo atd. Nalezneme zde jezera Musaly (Мусаленските езера, Musalenskite ezera) i Ledové jezero (Леденото езеро, Ledenoto ezero), které je svou výškou 2709 m nejvýše položeným jezerem Balkánu. Dále zde nalezneme Maričinite ezera a Ropališkite ezera. Pod touto částí leží turistické středisko Borovec.

- Střední Rila (Централна Рила) nebo hřeben Skakevce je nejmenší částí (desetina plochy), známou ledovcovými jezery – Ribni ezera, Džendemski ezera, Manastirska ezera. Leží zde i největší ledovcové jezero Balkánu – Smradlivo ezero (24 ha), stejně jako vrcholy Kanarata, Černa Poľana a Rilec. Hřeben Skakevce (vrcholy Malak Skakavec, Pčelina a Sveti Duh se tyčí samostatně mezi řekami Levi Iskar a Beli Iskar. Další známý hřeben tvoří vrchy Marinkovica a Vodnija čal, dosahující k lesní rezervaci Kobilino branišče.

- Severozápadní Rila (Северозападна Рила) zabírá čtvrtinu plochy pohoří. Nejvyšší vrchol je Maljovica (2729 m). Známých je Sedm Rilských jezer.

- Jihozápadní Rila (Югозападна Рила) zaujímá třetinu Rily. Nachází se zde nejstarší rezervace v Bulharsku. Na rozdíl od ostatních oblastí nemá alpínské vzezření.

### Vrcholy vRile
| - Musala – 2925 m - Malka Musala – 2902 m - Ovčarec – 2768 m - Goljam Kupen – 2731 m - Maljovica – 2729 m - Popova kapa – 2704 m - Malka Malăovica – 2698 m - Lopuški vrăch – 2698 m - Lovnica – 2695 m - Kanarata – 2691 m - Orlovec – 2685 m - Păstri slap (Aladža slap) – 2684 m - Zlija zăb – 2678 m - Eleni vrăch – 2654 m - Ravni vrăch (Ravni čal) – 2637 m - Belmeken (Kolarov) – 2627 m - Kamilata – 2621 m - Goljam Meči vrăch – 2618 m - Dvuglav – 2605 m | - Goljam Mermer (Mramorec) – 2598 m - Dodov (Drušleviški) vrăch – 2597 m - Kozi vrăch – 2587 m - Iglata – 2575 m - Goljam Mečit – 2568 m - Ušite – 2560 m - Ptiči vrăch (Ašiklar) – 2536 m - Malak Mečit – 2535 m - Jančov vrăch – 2481 m - Malăk Meči vrăch – 2474 m - Stražnik (Kurdžilăk) – 2469 m - Budački kamăk – 2447 m - Kukov vrăch – 2411 m - Carev vrăch – 2376 m - Damga (Ivan Vazov) – 2342 m - Markov kamăk (Gorna Kadiica) – 2342 m - Malka Popova kapa – 2180 m - Treščenik – 2020 m - Angelov vrăch |  |

## Externí odkazy

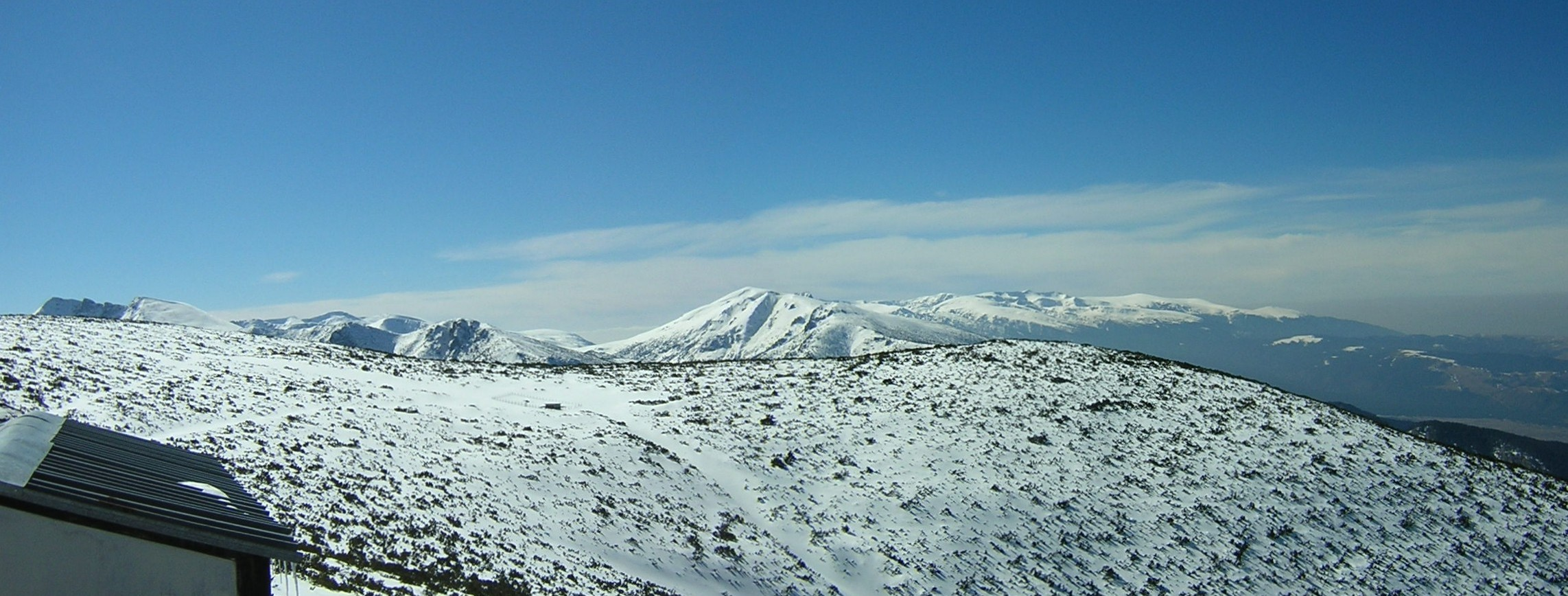
Zimní panorama ze severovýchodní Rily z vrcholu Jastrebec

## Podnebí
Klima je typicky horské se srážkami okolo 2 000 mm, z čehož je 80 % sněhových.
Průměrná teplota v únoru na Musale je −11,6 °C, nejnižší naměřená −31,2 °C. Průměrná srpnová teplota je 5,4 °C, nejvyšší 18,7 °C.

## Vodstvo

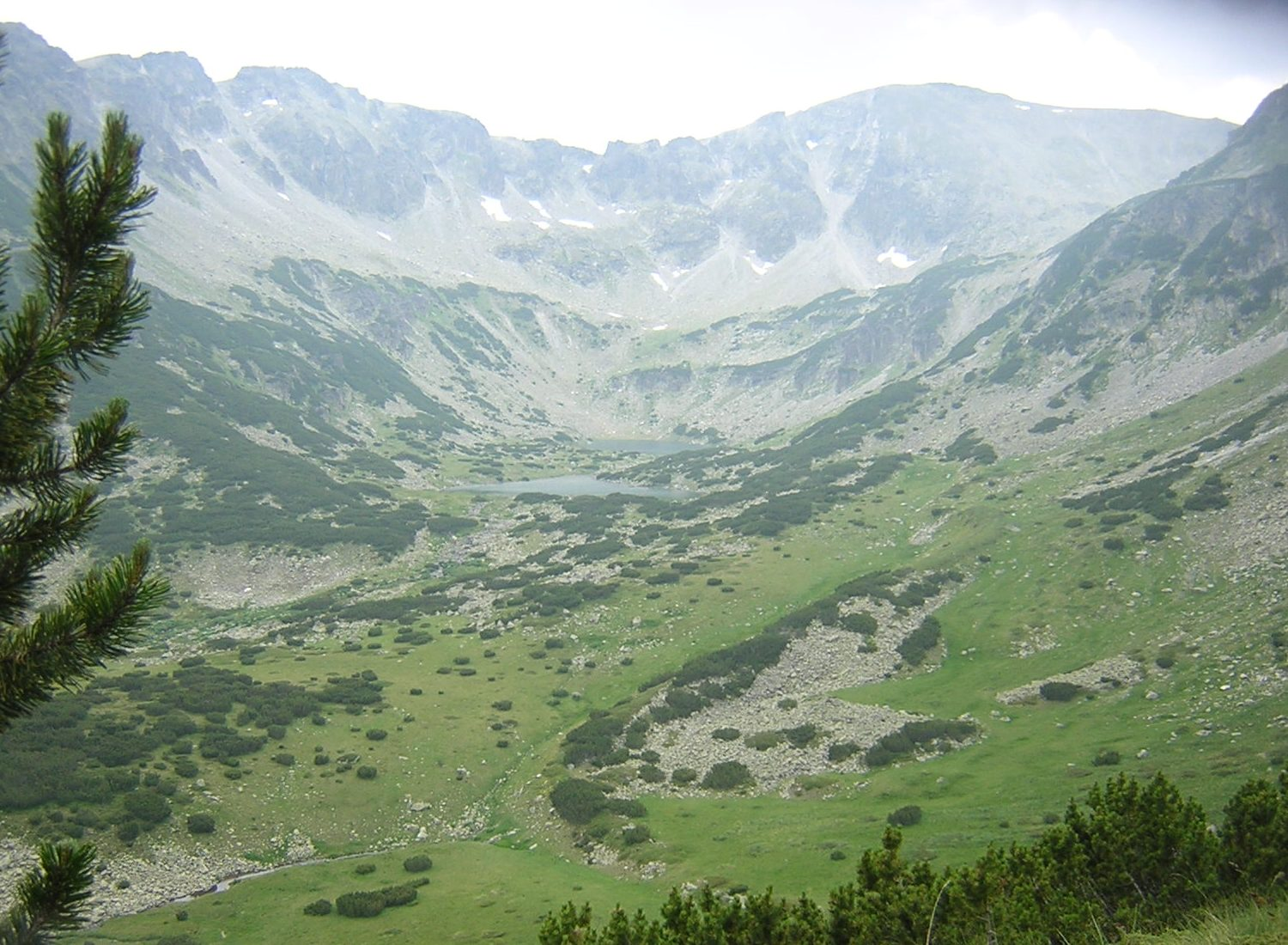
Pramen řeky Marica pod Mariški vrăh

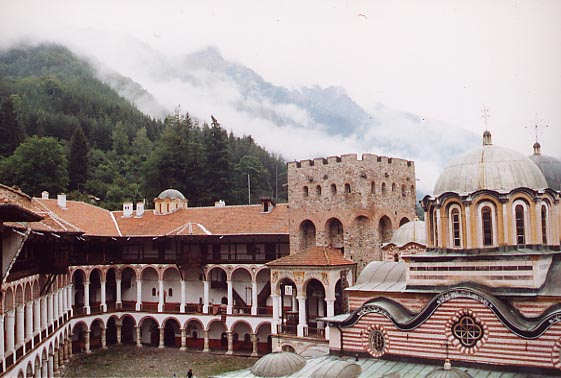
Rilský klášter

Pramení zde významné balkánské řeky, tekoucí do Černého i Egejského moře, jako Iskăr, Marica a Mesta. Na svazích hor získávají mnoho přítoků – Beli, Levi, Prav a Cerni Iskăr, Bjala a Cerna Mesta, (řečiště) Beliška, Blagoevgradska Bistrica, Gradevska, Iztok a Rilska. Nachází se zde největší horské jezero (Smradlivo ezero, 24 ha) i nejvýše položené (Ledenoto ezero, 2 709 m) na Balkáně. Mimo Sedemte Rilski ezera zde najdeme Vapski, Grănčarski, Džendenski, Kazanski, Manastirski, Maričiny, Ribni, Ropališki, Skališky, Urdini a Černopoľanski ezera.

## Turismus
Pohoří Rila je ideálním místem pro středně vyspělé turisty se středně vysokými nároky. Je podobně vysoké jako Vysoké Tatry, ale mnohem pozvolnější, takže připomíná spíše Nízké Tatry. Můžete putovat celé dny, aniž byste někoho potkali, protože místní turisté Rilu z nepochopitelných důvodů ignorují. Její přednosti jsou nedotčené lesy a planiny, bystřiny, stříbrná jezera, stáda pasoucích se koní a nekonečné hřebeny. Celé pohoří lze od západu na východ přejít za čtyři dny. Cesta není nijak náročná, avšak pokud hrozí déšť, je třeba ji zvážit, protože ten je zde většinou opravdu velmi hustý a silný. Cesty jsou poměrně dobře značeny (někdy zničehonic dokonce změní barvu). Nejčastější nástup je z Rilského kláštera (1 147 m) na západě pohoří (jeden z nejpopulárnějších turistických cílů Bulharska, založený v 10. století svatým Ivanem Rilským). V horách je i řada turistických chat.